# Carl Emil Scharling
Carl Emil Scharling, född den 28 juli 1803 i Köpenhamn, död den 17 juni 1877, var en dansk teolog, bror till Edvard August Scharling, far till Carl Henrik och Hans William Scharling.
Scharling tog 1825 teologisk examen och 1836 doktorsgraden samt var 1830-34 lektor vid Sorö akademi och 1834-76 professor vid Köpenhamns universitet. Han var en lärd och flitig forskare. Man har av honom ett stort arbete om Mystikeren Michael Molinos lære og skjæbne (1852).
I "Theologisk Tidsskrift", som han utgav 1837-61 tillsammans med sedermera biskop Engelstoft, författade han en mängd uppsatser om de nytestamentliga skrifternas ålder och äkthet i motsats till Tübingenskolans upplösande kritik; En samling teologiska avhandlingar utkom 1880.

## Utmärkelser
- Riddare av Dannebrogorden,  1845[3]
- Dannebrogsmännens hederstecken,  1854[3]
- Kommendör av Dannebrogorden,  1874[3]

[Redigera Wikidata]